# 特異性炎症
特異性炎症（とくいせいえんしょう）とは、肉芽腫性炎症の一つである。特殊性炎症ともいう。
一つの病変ごとに微生物により特異的な肉芽腫の形成が特徴である。慢性経過がとられる。次の病変で顕著に見られる。
戦前の日本の医学はドイツ医学であったため、医学書にこの特異性炎症の名前はあったが、昭和20年を境にアメリカ医学が導入されたため、この名称は医学書から消えた。

## 病変
- 結核
- 梅毒
- らい病
- 野兎病
- サルコイドーシス
- ブルセラ症
- 腸チフス
- 鼠径リンパ肉芽腫（第四性病）
- 猫ひっかき病